# Петінський (Дудка) Іван Кузьмич
Дудка (Петінський) Іван Кузьмич (1888 — ?) — член ВУЦВК.
Член РСДРП(б) з 1908 або 1916 р. Робітник Харківського паровозобудівного заводу.
1918 — організатор осередків КП(б)У у Харкові, секретар Петінсько-Журавлівського райкому КП(б)У. В 1919–20 — політпрацівник Червоної армії. Після революції — на господарській роботі. Обирався членом ВУЦВК.